# Sabieïta
La sabieïta és un mineral de la classe dels sulfats. Rep el seu nom de Sabie, la localitat on va ser descoberta, a Sud-àfrica.

## Característiques
La sabieïta és un sulfat de fórmula química (NH₄)Fe3+(SO₄)₂. Cristal·litza en el sistema hexagonal, en forma de plaquetes primes, hexagonals, de fins a 10μm, constituint una pols. La seva duresa a l'escala de Mohs és 2. És un mineral dimorf de la terriconita, i isoestructural amb la godovikovita, de la qual és l'anàleg de ferro fèrric. És lleugerament higroscòpica.
Segons la classificació de Nickel-Strunz, la sabieïta pertany a «07.AC - Sulfats (selenats, etc.) sense anions addicionals, sense H₂O, amb cations de mida mitjana i grans» juntament amb els següents minerals: vanthoffita, piracmonita, efremovita, langbeinita, manganolangbeinita, yavapaiïta, eldfellita, godovikovita, thenardita, metathenardita i aftitalita.

## Formació i jaciments
Es forma per la deshidratació de la lonecreekita. Sol trobar-se associada a altres minerals com a la pròpia lonecreekita o a la tschermigita. Va ser descoberta l'any 1983 a la cova de Lone Creek Falls, a Sabie, a la Província de Mpumalanga (Sud-àfrica).